# Eleições estaduais em Minas Gerais em 1986
As eleições estaduais em Minas Gerais em 1986 ocorreram em 15 de novembro como parte das eleições gerais no Distrito Federal, em 23 estados brasileiros e nos territórios federais do Amapá e Roraima. Foram eleitos o governador Newton Cardoso, a vice-governadora Júnia Marise, os senadores Ronan Tito e Alfredo Campos, além de 53 deputados federais e 77 deputados estaduais.
Se em 1982 a unidade do PMDB mineiro garantiu-lhe a vitória contra o PDS, quatro anos depois o partido experimentou sobressaltos internos antes de definir seu candidato. Preterido por seus correligionários, o senador Itamar Franco disputou o governo sob a legenda do PL enquanto seu antigo partido não se entendia. A princípio o governador Hélio Garcia escolheu Melo Freire para sucedê-lo, mas com a renúncia deste o PMDB definiu seu candidato numa convenção onde Newton Cardoso derrotou Pimenta da Veiga. Baiano de Brumado, Newton Cardoso chegou a Belo Horizonte para trabalhar numa empresa privada e foi transferido para Contagem. Em meio à atuação política graduou-se advogado na Pontifícia Universidade Católica de Minas Gerais e depois se tornou empresário. Após figurar duas vezes como suplente de deputado estadual, foi eleito prefeito de Contagem via MDB em 1972 e deputado federal em 1978, voltando à prefeitura de Contagem em 1982 pelo PMDB. Seu triunfo na luta pelo Palácio da Liberdade em 1986 fez dele o primeiro não nascido em Minas Gerais a governar o estado por eleição direta após o Estado Novo, afinal o piauiense Francelino Pereira foi governador biônico por escolha do presidente Ernesto Geisel oito anos antes.
Nascida em Belo Horizonte, a jornalista Júnia Marise iniciou a carreira em 1962 no Correio de Minas e anos depois foi assessora de imprensa do governador Magalhães Pinto, cargo que ocupou até 1967 quando formou-se advogada na Universidade Federal de Uberlândia. Diplomada em Cinema na Pontifícia Universidade Católica de Minas Gerais, foi aluna do curso de Literatura Brasileira na Academia Mineira de Letras e do curso intensivo de Ciência Política da Universidade de Brasília. Continuou exercendo atividade jornalística em veículos como o Diário de Minas, Rádio Itatiaia e a atual TV Bandeirantes Minas até ingressar no MDB sendo eleita vereadora na capital mineira em 1970 e 1972. Parente de Renato Azeredo e do General Dale Coutinho, elegeu-se deputada estadual em 1974 e depois deputada federal em 1978 e 1982, transitou do PP ao PMDB e votou pela Emenda Dante de Oliveira em 1984 e em Tancredo Neves no Colégio Eleitoral em 1985. Em 1986, foi eleita vice-governadora de Minas Gerais.

## Resultado da eleição para governador
Conforme o Tribunal Superior Eleitoral foram apurados 6.089.810 votos nominais (80,16%), 1.110.961 votos em branco (14,62%) e 396.712 votos nulos (5,22%) resultando no comparecimento de 7.597.483 eleitores.
| Candidatos a governador do estado | Candidatos a vice-governador | Número | Coligação                                      | Votação   | Percentual |
| --------------------------------- | ---------------------------- | ------ | ---------------------------------------------- | --------- | ---------- |
| Newton Cardoso PMDB               | Júnia Marise PMDB            | 15     | PMDB (sem coligação)                           | 2.869.635 | 47,12%     |
| Itamar Franco PL                  | Aécio Cunha PFL              | 22     | Movimento Democrático Progressista (PL, PFL)   | 2.570.439 | 42,21%     |
| Murilo Badaró PDS                 | Gerardo Renault PDS          | 11     | Movimento Popular Mineiro (PDS, PDC, PPB, PDI) | 377.752   | 6,20%      |
| Fernando Viana Cabral PT          | Sátiro da Rocha PT           | 13     | (PT, PH)                                       | 212.508   | 3,49%      |
| Onaldo Janotti PS                 | Regina Duarte PS             | 34     | PS (sem coligação)                             | 34.412    | 0,57%      |
| Vítor Nosseis PSC                 | Eliana Salomon PSC           | 20     | PSC (sem coligação)                            | 25.064    | 0,41%      |
| Fontes:                           |                              |        |                                                |           |            |

## Biografia dos senadores eleitos

### Ronan Tito
Eleito senador com a maior votação do estado, o empresário Ronan Tito nasceu em Pratinha. Presidente da Associação Comercial e Industrial de Uberlândia e vice-presidente da Federação das Indústrias do Estado de Minas Gerais por dois anos a partir de 1970, integrou o conselho curador da Universidade Federal de Uberlândia. Filiado ao MDB elegeu-se deputado federal em 1978 e foi reeleito em 1982 via PMDB. Titular da Secretaria do Trabalho e Ação Social nos governos Tancredo Neves e Hélio Garcia, afastou-se para votar em Tancredo Neves no Colégio Eleitoral e conseguiu um mandato de senador em 1986.

### Alfredo Campos
Embora Paulino Cícero tenha ficado em segundo lugar, a outra vaga senatorial foi entregue ao pecuarista Alfredo Campos graças ao casuísmo da sublegenda. Advogado nascido em  Abaeté e formado na Universidade Federal de Minas Gerais em 1967, pertencia à UDN e foi oficial de gabinete da presidência do Instituto de Previdência dos Servidores do Estado de Minas Gerais no governo Magalhães Pinto, o que não impediu sua filiação ao MDB ao deixar o cargo. Foi vice-presidente da Confederação dos Servidores Públicos do Brasil no fim dos anos 1960 e depois trabalhou na Fundação Mineira de Educação e Cultura. Procurador do MDB junto ao Tribunal Superior Eleitoral a partir de 1975, foi candidato a senador numa sublegenda em 1978 e mesmo derrotado assumiu a primeira suplência e mais tarde ingressou no PMDB. Com a eleição de Tancredo Neves ao governo de Minas Gerais em 1982, tornou-se senador efetivo e foi eleitor do mesmo no Colégio Eleitoral. Renovou seu mandato de senador em 1986.

## Resultado da eleição para senador
Dados fornecidos pelo Tribunal Superior Eleitoral apontam que por serem duas vagas em disputa os votos válidos atingiram 8.793.464 eleitores (57,87%) com 5.219.889 votos em branco (34,35%) e 1.181.613 votos nulos (7,78%), somando 15.194.966 sufrágios.
| Candidatos a senador da República  | Candidatos a suplente de senador                                    | Número | Coligação                                      | Votação   | Percentual |
| ---------------------------------- | ------------------------------------------------------------------- | ------ | ---------------------------------------------- | --------- | ---------- |
| Ronan Tito PMDB                    | Edgar Amorim PMDB                                                   | 151    | PMDB (sublegenda um)                           | 1.619.369 | 18,42%     |
| Paulino Cícero PFL                 | Helvécio Arantes PFL Oswaldo Guimarães Amorim PFL                   | 251    | Movimento Democrático Progressista (PL, PFL)   | 1.530.144 | 17,40%     |
| Alfredo Campos PMDB                | João Bosco Murta Lages PMDB                                         | 153    | PMDB (sublegenda dois)                         | 1.441.576 | 16,39%     |
| Rondon Pacheco PDS                 | -                                                                   | 112    | Movimento Popular Mineiro (PDS, PDC, PPB, PDI) | 685.426   | 7,80%      |
| José Francisco Lage Pessoa PDT     | -                                                                   | 121    | PDT (sem coligação)                            | 673.325   | 7,66%      |
| Hugo Gontijo PMDB                  | Zoroastro Medrado PMDB                                              | 152    | PMDB (sublegenda dois)                         | 666.932   | 7,58%      |
| Jorge Ferraz PMDB                  | Joaquim Mariano da Silva PMDB                                       | 154    | PMDB (sublegenda um)                           | 616.011   | 7,01%      |
| José Gomes Pimenta PT              | Lindalva de Jesus Macedo PT Milton de Freitas Carvalho PT           | 132    | PT (sem coligação)                             | 432.874   | 4,92%      |
| Elcio Reis PT                      | Maria Auxiliadora Gomes PT Aluísio Rodrigues Coelho PT              | 131    | PT (sem coligação)                             | 300.863   | 3,42%      |
| Maurício Vieira de Paiva PS        | Maria das Graças de Souza e Silva PS Maria Auxiliadora de Castro PS | 341    | PS (sem coligação)                             | 245.349   | 2,79%      |
| Maria do Rosário Caiafa Farias PSB | Antônio Cláudio PSB Licene França PSB                               | 401    | PSB (sem coligação)                            | 199.724   | 2,27%      |
| Sérgio Miranda PCdoB               | Edgard Bandeira PCdoB Vadil Rodrigues PCdoB                         | 241    | PCdoB (sem coligação)                          | 90.665    | 1,03%      |
| Leonardo Afonso da Silveira PSC    | Ilceu Bressane Santos PSC Geraldo Aroeira de Souza Neves PSC        | 201    | PSC (sem coligação)                            | 76.416    | 0,87%      |
| Guido Luís Mendonça Bilharinho PDT | -                                                                   | 123    | PDT (sem coligação)                            | 70.740    | 0,80%      |
| Morvan Acaiaba PDS                 | -                                                                   | 113    | Movimento Popular Mineiro (PDS, PDC, PPB, PDI) | 50.754    | 0,58%      |
| Cyro Maciel PDS                    | -                                                                   | 111    | Movimento Popular Mineiro (PDS, PDC, PPB, PDI) | 50.120    | 0,57%      |
| João Firmino Luzia PDT             | -                                                                   | 122    | PDT (sem coligação)                            | 43.176    | 0,49%      |
| Fontes:                            |                                                                     |        |                                                |           |            |

## Deputados federais eleitos
São relacionados os candidatos eleitos com informações complementares da Câmara dos Deputados.

Representação eleita
  PMDB: 35
  PFL: 10
  PT: 3
  PDS: 3
  PTB: 1
  PDT: 1

| Número  | Deputados federais eleitos  | Partido | Votação | Percentual | Cidade onde nasceu     | Unidade federativa |
| 1506    | Aécio Neves                 | PMDB    | 236.019 |            | Belo Horizonte         | Minas Gerais       |
| 1560    | Pimenta da Veiga            | PMDB    | 147.856 |            | Belo Horizonte         | Minas Gerais       |
| 1552    | José Geraldo Ribeiro        | PMDB    | 132.356 |            | Jequeri                | Minas Gerais       |
| 1548    | Hélio Costa                 | PMDB    | 115.267 |            | Barbacena              | Minas Gerais       |
| 1544    | Leopoldo Bessone            | PMDB    | 73.082  |            | Belo Horizonte         | Minas Gerais       |
| 1515    | Genésio Bernardino          | PMDB    | 72.663  |            | Mutum                  | Minas Gerais       |
| 1516    | Roberto Brant               | PMDB    | 71.808  |            | Belo Horizonte         | Minas Gerais       |
| 1556    | Sílvio Abreu Júnior         | PMDB    | 71.261  |            | Juiz de Fora           | Minas Gerais       |
| 1558    | Dalton Canabrava            | PMDB    | 67.216  |            | Curvelo                | Minas Gerais       |
| 2599    | Ronaro Corrêa               | PFL     | 61.993  |            | Rio Casca              | Minas Gerais       |
| 1536    | Mauro Campos                | PMDB    | 57.560  |            | Rio de Janeiro         | Rio de Janeiro     |
| 1545    | Luiz Alberto Rodrigues      | PMDB    | 56.589  |            | Morrinhos              | Goiás              |
| 2501    | Alysson Paulinelli          | PFL     | 53.438  |            | Bambuí                 | Minas Gerais       |
| 1510    | Álvaro Antônio              | PMDB    | 52.897  |            | Belo Horizonte         | Minas Gerais       |
| 2525    | Oscar Correia Júnior        | PFL     | 52.654  |            | Belo Horizonte         | Minas Gerais       |
| 2555    | Maurício Campos             | PFL     | 50.850  |            | Rio Pomba              | Minas Gerais       |
| 1535    | Roberto Vital               | PMDB    | 48.907  |            | Ituiutaba              | Minas Gerais       |
| 1520    | Melo Freire                 | PMDB    | 47.752  |            | Passos                 | Minas Gerais       |
| 1519    | José da Conceição           | PMDB    | 47.598  |            | Montes Claros          | Minas Gerais       |
| 1518    | Milton Reis                 | PMDB    | 47.397  |            | Pouso Alegre           | Minas Gerais       |
| 1533    | Maurício Pádua              | PMDB    | 45.808  |            | Lavras                 | Minas Gerais       |
| 2590    | Homero Santos               | PFL     | 45.731  |            | Uberlândia             | Minas Gerais       |
| 1531    | Octávio Elísio              | PMDB    | 45.250  |            | Belo Horizonte         | Minas Gerais       |
| 1313    | Paulo Delgado               | PT      | 44.699  |            | Lima Duarte            | Minas Gerais       |
| 2524    | Mário Assad                 | PFL     | 43.432  |            | Manhuaçu               | Minas Gerais       |
| 1582    | José Ulisses                | PMDB    | 43.414  |            | Santo Antônio do Monte | Minas Gerais       |
| 1597    | Marcos Lima                 | PMDB    | 43.214  |            | Itaúna                 | Minas Gerais       |
| 1410    | Elias Murad                 | PTB     | 42.921  |            | Ribeirão Vermelho      | Minas Gerais       |
| 1565    | Milton Lima                 | PMDB    | 41.833  |            | Araguari               | Minas Gerais       |
| 1513    | Carlos Mosconi              | PMDB    | 40.214  |            | Andradas               | Minas Gerais       |
| 1311    | Virgílio Guimarães          | PT      | 40.179  |            | Belo Horizonte         | Minas Gerais       |
| 1502    | Mário Bouchardet            | PMDB    | 40.110  |            | Visconde do Rio Branco | Minas Gerais       |
| 1540    | Ronaldo Carvalho            | PMDB    | 40.056  |            | Santa Rita do Sapucaí  | Minas Gerais       |
| 1509    | Ziza Valadares              | PMDB    | 40.028  |            | Belo Horizonte         | Minas Gerais       |
| 2570    | Humberto Souto              | PFL     | 39.882  |            | Montes Claros          | Minas Gerais       |
| 1394    | João Paulo                  | PT      | 38.573  |            | Belo Horizonte         | Minas Gerais       |
| 1525    | Aloisio Vasconcelos         | PMDB    | 38.171  |            | Ponte Nova             | Minas Gerais       |
| 1505    | Luiz Leal                   | PMDB    | 38.162  |            | Teófilo Otoni          | Minas Gerais       |
| 1553    | Raimundo Rezende            | PMDB    | 37.997  |            | Diamantina             | Minas Gerais       |
| 2583    | Christovam Chiaradia        | PFL     | 37.937  |            | Córrego do Bom Jesus   | Minas Gerais       |
| 1190    | Virgílio Galassi            | PDS     | 37.860  |            | São Paulo              | São Paulo          |
| 2505    | Lael Varella                | PFL     | 37.783  |            | Muriaé                 | Minas Gerais       |
| 1522    | Mário de Oliveira           | PMDB    | 37.765  |            | Itanhandu              | Minas Gerais       |
| 2511    | José Santana de Vasconcelos | PFL     | 37.716  |            | Alvinópolis            | Minas Gerais       |
| 1526    | Célio de Castro             | PMDB    | 35.656  |            | Carmópolis de Minas    | Minas Gerais       |
| 1551    | Sérgio Werneck              | PMDB    | 35.317  |            | Belo Horizonte         | Minas Gerais       |
| 1527    | Raul Belém                  | PMDB    | 34.922  |            | Araguari               | Minas Gerais       |
| 1590    | Carlos Cotta                | PMDB    | 34.657  |            | Dom Silvério           | Minas Gerais       |
| 1503    | Arnaldo Rosa Prata          | PMDB    | 34.519  |            | Uberaba                | Minas Gerais       |
| 1557    | Gil César                   | PMDB    | 32.556  |            | Juiz de Fora           | Minas Gerais       |
| 1122    | Melo Reis                   | PDS     | 31.530  |            | Juiz de Fora           | Minas Gerais       |
| 1138    | Bonifácio de Andrada        | PDS     | 26.042  |            | Barbacena              | Minas Gerais       |
| 1234    | Chico Humberto              | PDT     | 20.804  |            | Uberlândia             | Minas Gerais       |
| Fontes: |                             |         |         |            |                        |                    |

## Deputados estaduais eleitos
Foram escolhidos 77 deputados estaduais para a Assembleia Legislativa de Minas Gerais.

Representação eleita
  PMDB: 41
  PFL: 17
  PDT: 5
  PT: 5
  PDS: 4
  PTB: 3
  PL: 2

| Número  | Deputados estaduais eleitos | Partido | Votação | Percentual | Cidade onde nasceu    | Unidade federativa |
| -       | José Laviola                | PMDB    | 55.729  |            | Muriaé                | Minas Gerais       |
| 13115   | Chico Ferramenta            | PT      | 50.100  |            | Bom Despacho          | Minas Gerais       |
| -       | Felipe Neri                 | PMDB    | 40.272  |            | Ponte Nova            | Minas Gerais       |
| -       | Irani Barbosa               | PMDB    | 38.517  |            | Belo Horizonte        | Minas Gerais       |
| -       | Sérgio Emílio               | PMDB    | 38.509  |            | Conselheiro Lafaiete  | Minas Gerais       |
| -       | Luís Gambogi                | PMDB    | 38.451  |            | Elói Mendes           | Minas Gerais       |
| -       | Romeu Queiroz               | PMDB    | 37.412  |            | Patrocínio            | Minas Gerais       |
| -       | Eurípedes Craide            | PMDB    | 37.310  |            | Conquista             | Minas Gerais       |
| -       | José Renato Novaes          | PMDB    | 37.205  |            | Acaiaca               | Minas Gerais       |
| -       | Ademir Lucas                | PMDB    | 36.518  |            | Esmeraldas            | Minas Gerais       |
| -       | Bonifácio Mourão            | PMDB    | 35.852  |            | Sabinópolis           | Minas Gerais       |
| -       | Armando Costa               | PMDB    | 35.822  |            | Felixlândia           | Minas Gerais       |
| -       | Mendes Barros               | PMDB    | 35.733  |            | Nova Era              | Minas Gerais       |
| -       | Neif Jabur                  | PMDB    | 35.506  |            | Passos                | Minas Gerais       |
| -       | João Batista Rosa           | PMDB    | 35.091  |            | Estiva                | Minas Gerais       |
| -       | Sebastião Helvécio          | PMDB    | 34.758  |            | Juiz de Fora          | Minas Gerais       |
| -       | Kemil Kumaira               | PMDB    | 34.344  |            | Teófilo Otoni         | Minas Gerais       |
| -       | Márcio Maia                 | PMDB    | 33.857  |            | Passos                | Minas Gerais       |
| -       | João Pinto Ribeiro          | PMDB    | 32.863  |            | Belo Vale             | Minas Gerais       |
| 25175   | Jaime Martins               | PFL     | 32.362  |            | Nova Serrana          | Minas Gerais       |
| -       | Maria Elvira                | PMDB    | 32.054  |            | Belo Horizonte        | Minas Gerais       |
| -       | José Belato                 | PMDB    | 32.047  |            | Monsenhor Paulo       | Minas Gerais       |
| -       | Serafim Godinho             | PMDB    | 30.487  |            | Santa Maria do Suaçuí | Minas Gerais       |
| -       | Jairo Magalhães Alves       | PMDB    | 30.090  |            | Cabo Verde            | Minas Gerais       |
| 22275   | Paulo Fernando              | PL      | 30.082  |            | Tumiritinga           | Minas Gerais       |
| -       | Carlos Pereira              | PMDB    | 30.022  |            | Montes Claros         | Minas Gerais       |
| -       | Adelino Dias                | PMDB    | 29.824  |            | Salinas               | Minas Gerais       |
| -       | Geraldo da Costa Pereira    | PMDB    | 29.670  |            | Divinópolis           | Minas Gerais       |
| -       | Anderson Adauto             | PMDB    | 28.615  |            | Sacramento            | Minas Gerais       |
| -       | Wellington de Castro        | PDT     | 28.422  |            | Belo Horizonte        | Minas Gerais       |
| -       | Aloísio Garcia              | PMDB    | 28.087  |            | Lavras                | Minas Gerais       |
| -       | Jamill Júnior               | PMDB    | 27.332  |            | Ipatinga              | Minas Gerais       |
| -       | Geraldo Rezende             | PMDB    | 27.053  |            | Tupaciguara           | Minas Gerais       |
| -       | Sílvio Mitre                | PMDB    | 26.750  |            | Oliveira              | Minas Gerais       |
| 22230   | Eduardo Ottoni              | PL      | 26.693  |            | Sete Lagoas           | Minas Gerais       |
| 25154   | João Lamego                 | PFL     | 26.492  |            | Faria Lemos           | Minas Gerais       |
| -       | Paulo Pereira               | PMDB    | 26.294  |            | Patrocínio            | Minas Gerais       |
| -       | Elmo Braz                   | PMDB    | 25.721  |            |                       |                    |
| -       | José Maria Chaves           | PMDB    | 25.669  |            | Poços de Caldas       | Minas Gerais       |
| -       | Antônio Genaro              | PMDB    | 25.205  |            | Guaimbê               | São Paulo          |
| 25207   | Milton Sales                | PFL     | 25.071  |            | Paraisópolis          | Minas Gerais       |
| -       | Saint'Clair Souto           | PMDB    | 25.000  |            | Unaí                  | Minas Gerais       |
| 25101   | Camilo Machado              | PFL     | 24.998  |            | Abadia dos Dourados   | Minas Gerais       |
| -       | José Ferraz                 | PMDB    | 24.818  |            | Santa Maria do Salto  | Minas Gerais       |
| -       | Jorge Gibram                | PMDB    | 24.528  |            | Campo Belo            | Minas Gerais       |
| 25284   | Mauro Moraes                | PFL     | 24.522  |            | Ubá                   | Minas Gerais       |
| 25201   | Delfim Ribeiro              | PFL     | 24.408  |            | Patrocínio do Muriaé  | Minas Gerais       |
| -       | Maurício Moreira            | PMDB    | 23.898  |            | Pirapozinho           | Minas Gerais       |
| 25129   | Luiz Vicente                | PFL     | 23.560  |            | Guaxupé               | Minas Gerais       |
| -       | Paulo Pettersen             | PMDB    | 23.500  |            | Carangola             | Minas Gerais       |
| 11111   | Samir Tannus                | PDS     | 23.201  |            | Prata                 | Minas Gerais       |
| -       | Ronaldo Vasconcelos         | PMDB    | 23.151  |            | Ponte Nova            | Minas Gerais       |
| -       | Tancredo Naves              | PMDB    | 22.963  |            | Romaria               | Minas Gerais       |
| 25231   | Vitor Penido                | PFL     | 22.912  |            | Nova Lima             | Minas Gerais       |
| 25171   | Agostinho Patrus            | PFL     | 22.743  |            | Belo Horizonte        | Minas Gerais       |
| 13133   | Sandra Starling             | PT      | 22.529  |            | Belo Horizonte        | Minas Gerais       |
| 25145   | João Pedro Gustin           | PFL     | 22.038  |            | Araraquara            | São Paulo          |
| 25128   | José Duarte                 | PFL     | 21.596  |            | Araxá                 | Minas Gerais       |
| 25244   | Domingos Lanna              | PFL     | 21.563  |            | Rio Casca             | Minas Gerais       |
| 25137   | Antônio Fagundes            | PFL     | 19.850  |            | Santana do Garambéu   | Minas Gerais       |
| 25288   | Jorge Hannas                | PFL     | 19.667  |            | Resende Costa         | Minas Gerais       |
| 11157   | Péricles Ferreira           | PDS     | 19.508  |            | Salinas               | Minas Gerais       |
| 25139   | Narciso Michelli            | PFL     | 19.239  |            |                       |                    |
| 25285   | Elmiro Nascimento           | PFL     | 19.122  |            | Patos de Minas        | Minas Gerais       |
| 25230   | Cleuber Carneiro            | PFL     | 18.737  |            | Paratinga             | Bahia              |
| 11169   | José Bonifácio Filho        | PDS     | 17.813  |            | Belo Horizonte        | Minas Gerais       |
| 11161   | Raimundo Albergaria         | PDS     | 16.088  |            | Muriaé                | Minas Gerais       |
| -       | José Maria Pinto            | PTB     | 15.846  |            | Oliveira              | Minas Gerais       |
| -       | Paulo César Guimarães       | PDT     | 15.723  |            | Pouso Alto            | Minas Gerais       |
| -       | Nelinho Rezende             | PDT     | 15.426  |            | Rio de Janeiro        | Rio de Janeiro     |
| -       | Amilcar Padovani            | PDT     | 13.828  |            | Juiz de Fora          | Minas Gerais       |
| 13210   | Raul Messias                | PT      | 12.921  |            | Belo Horizonte        | Minas Gerais       |
| -       | João Bosco Martins          | PDT     | 12.464  |            | Pará de Minas         | Minas Gerais       |
| 13131   | Nilmário Miranda            | PT      | 10.616  |            | Belo Horizonte        | Minas Gerais       |
| 13166   | Agostinho Valente           | PT      | 10.007  |            | Carangola             | Minas Gerais       |
| -       | Rubens Garcia               | PTB     | 9.032   |            | Fama                  | Minas Gerais       |
| -       | Milton Cruz                 | PTB     | 8.483   |            | Juramento             | Minas Gerais       |
| Fontes: |                             |         |         |            |                       |                    |